# Georgswall 3

Charlotte Kestners ehemaliges Wohnhaus, rechts daneben ihr nahegelegenes, von Laves entworfenes Grabmal auf dem Gartenfriedhof an der Marienstraße
mehrfarbige Künstlerpostkarte von Otto Pilzecker, um 1898

Georgswall 3 in Hannover ist der Standort des ehemaligen Wohnhauses von Charlotte Kestner, Jugendfreundin von Goethe und Urbild der „Lotte“ in Goethes Roman Die Leiden des jungen Werthers.

## Geschichte
In der seinerzeit als Stadterweiterung von Hannover neu angelegten Aegidienvorstadt hatte Heinrich Jakob Lutz das Eckhaus Große Wallstraße 14 errichtet, in dem anschließend die noch junge Familie Kestner anfangs zwei Obergeschosse anmietete. Charlotte Kestner behielt ihren dortigen Wohnsitz von 1784 bis 1820.
1820 zog Charlotte Kestner aus der Wohnung in der Großen Wallstraße in ein eigenes Haus in der Aegidienstraße 4.
Mehr als ein Jahrhundert nach dem Tode von Charlotte Kestner wurde bereits im Jahr 1939 an dem damaligen Eckhaus Große Wallstraße zum heutigen Georgsplatz eine Tafel zur Erinnerung an „Charlotte Buff-Kestner“ angebracht. Im Zweiten Weltkrieg wurde das Gebäude jedoch bald darauf durch die Luftangriffe auf Hannover ein Opfer der Fliegerbomben.
Als ab 1966 standardisiert gestaltete Stadttafeln an zahlreichen Örtlichkeiten im Stadtbild Hannovers installiert wurden, erhielt das Haus Georgswall 3 eine solche zur Erinnerung an dessen langjährige Bewohnerin Charlotte Kestner, geborene Buff.

## Große Aegidienstraße 4
Das Historische Museum Hannover besitzt eine fotografische Abbildung des Wohnhauses von Charlotte Kestner unter der Adresse Große Aegidienstraße 4. Auf dem Bild ist über den Schaufenstern des Erdgeschosses der Schriftzug „Fr. Cruses Buchhandlung und Antiquariat Ost & Georg“ zu erkennen.